# Basilique Saint-Sébastien de Manille
Pour les articles homonymes, voir Basilique Saint Sébastien.
La basilique Saint-Sébastien (ou simplement église Saint-Sébastien), est un édifice religieux catholique sis dans le district de Quiapo de Manille, aux Philippines. Une église de bois de 1621, plusieurs fois détruite et reconstruite, est remplacée à la fin du XIXe siècle par un nouvel édifice de style néo-gothique qui a la particularité architecturale d’être en acier, exemplaire unique en Asie. Achevée en 1891 et élevée au rang de basilique mineure en 1890 par Léon XIII, elle est église paroissiale tout en étant sanctuaire marial dédié à Notre-Dame du Mont-Carmel. 
L’église est classée comme monument historique national des Philippines (en 1973). Les services pastoraux y sont assurés par les pères augustins récollets, qui dirigent également un collège adjacent à la basilique.

## Origine et histoire
En 1621, don Bernardino Castillo, un généreux mécène et un dévot du martyr romain saint Sébastien, fait don du terrain sur lequel l'église est bâtie. La première église, construite en bois, brûle en 1651 lors d'une rébellion chinoise à Manille. Reconstruite une première fois en briques, la deuxième église et celles qui lui succéderont seront détruites par le feu ou les tremblements de terre de 1859, 1863 et 1880.
Peu après le désastre de 1880, don Estebán Martínez, curé de la paroisse de l'église en ruines, s’adresse à l'architecte espagnol Genaro Palacios lui demandant un projet d'église qui résiste au feu comme aux tremblements de terre. La structure parasismique sera entièrement en acier. Palacios élabore une conception fusionnant le « baroque parasismique » et le style néogothique. Il a peut-être été inspiré par la cathédrale gothique de Burgos (Espagne). 

Plaque commémorative sur le mur de l'église

## Construction duXIXesiècle
Selon l'historien philippin Ambeth Ocampo (en), les différentes sections de la structure en acier de l'église sont préfabriquées à Binche, en Belgique, par la « société anonyme d'entreprises de travaux publics » de Bruxelles. Les pièces démontables, qui font en tout 52 tonnes d'acier, sont transportées en huit cargaisons séparées de la Belgique à Manille, la première expédition arrivant le 12 juin 1888. Des ingénieurs belges supervisent l'assemblage sur place : le premier pilier est érigé le 11 septembre 1890. Les murs sont remplis d'un mélange de ciment, gravier et sable. Les vitraux sont importés de l'atelier du vitrailliste allemand Heinrich Oidtmann, tandis que des ouvriers et artisans locaux donnent la touche finale à l'édifice en acier.
L'église est élevée au rang de basilique mineure par le pape Léon XIII dès le 24 juin 1890. Après son achèvement l'année suivante, la nouvelle basilique Saint-Sébastien est solennellement consacrée, le 16 août 1891, par l'archevêque de Manille, Bernardino Nozaleda.
L'église Saint-Sébastien est aujourd'hui connue pour ses caractéristiques architecturales particulières et comme un exemple de style néogothique aux Philippines. Elle est l'unique église d'Asie entièrement en acier. En 1973, elle est classée comme monument historique national par le gouvernement philippin. Et, en 2006, l'église est placée sur la liste indicative des monuments qui pourraient être classés au patrimoine mondial.

## Description
L'église Saint-Sébastien est flanquée sur sa façade de deux tours ajourées. Sa voûte est en acier. Du sol de sa nef à la coupole la basilique s’élève à 12 mètres, et à 32 mètres jusqu'à la pointe de ses flèches.
La voûte de la nef est de style architectural néo-gothique ce qui permet un éclairage lumineux par des fenêtres latérales. Les piliers en acier, les murs et les plafonds ont été peints par Lorenzo Rocha et ses étudiants pour leur donner l'apparence du marbre et jaspe. Des peintures en trompe-l'œil décorent l’intérieur de l'église.

## Patrimoine
- Confessionnaux, chaire de vérité, autels et cinq retables conçus par Lorenzo Guerrero et Rocha sont expression du renouveau gothique de l’époque.
- L’artiste Eusebio García a sculpté les statues des saints hommes et femmes qui ornent la nef.
- Six bénitiers ont été installés chacun d’eux conçu à partir de marbre provenant de Romblon.
- Le maître-autel est surmonté d’une image de Notre-Dame du Mont-Carmel, offert à l’église par les religieuses carmélites de Mexico en 1617. L'image a survécu aux séismes et incendies qui ont détruit les églises successives, mais sa tête en ivoire fut volée en 1975.

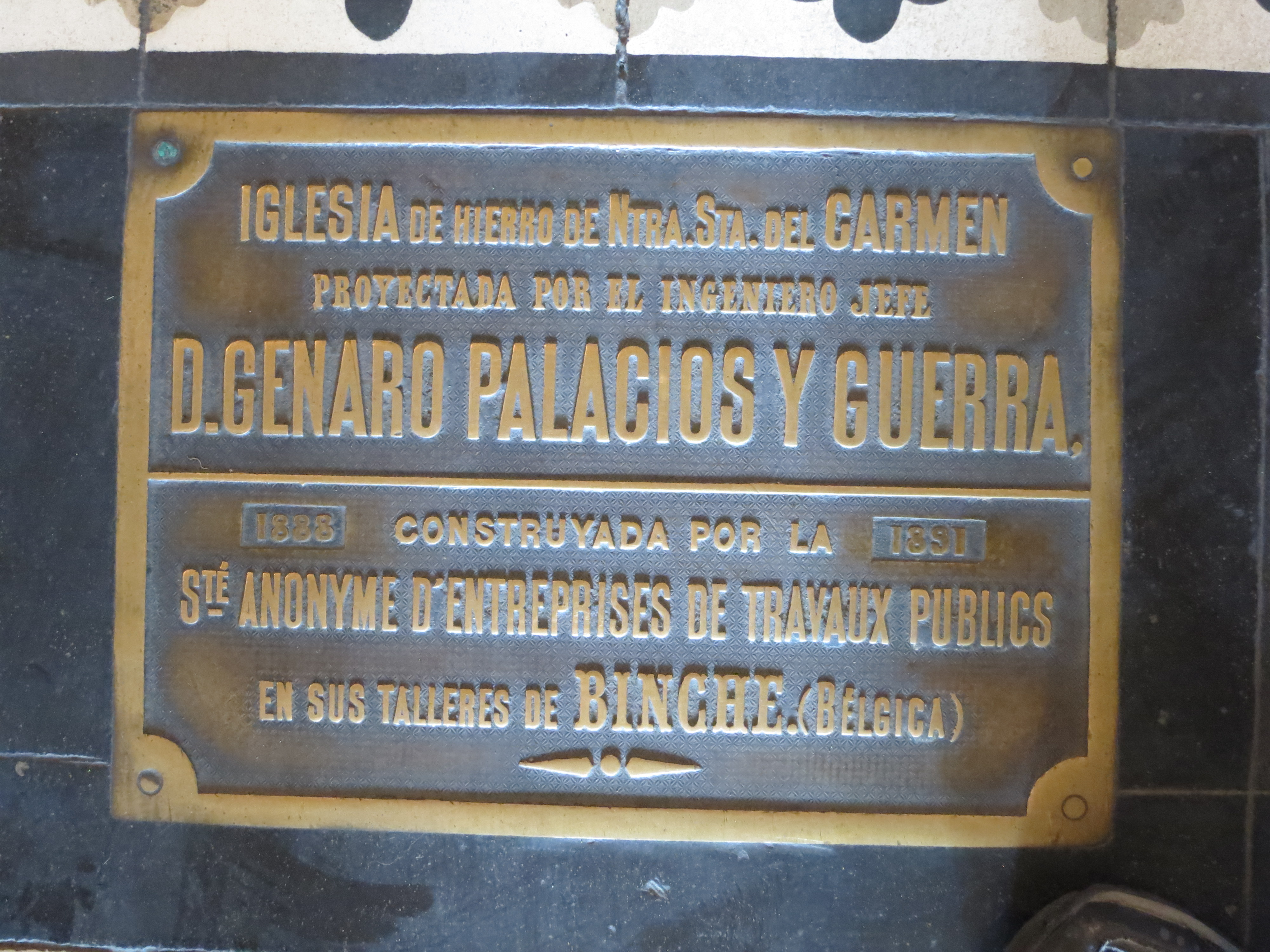
Plaque des fabricants.